# Lycée alpin
Pour les articles homonymes, voir Lycée.
Lycée alpin (Alpen-Internat en allemand, Alpen-Lyzeum en suisse-allemand) est un feuilleton télévisé franco-germano-suisse en 24 épisodes de 26 minutes. Il est diffusé en France dans l'émission Giga à partir du 8 octobre 1992 sur France 2. En Allemagne, il est diffusé sur la chaîne ZDF.

## Histoire
Lycée alpin est la conséquence du décret Tasca, imposant des quotas de production et de diffusion d'œuvre d'expression originale française et européenne, aux heures de grande écoute, entrée en vigueur dès le 1er janvier 1992.
En France, cette obligation s'est traduite par la diffusion entre 17h et 19h, de séries destinés aux adolescents, comme Hélène et les Garçons,  Seconde B et autres, plus ou moins inspirées par les productions nord-américaines comme Beverly Hills, Les Années collège, Sois prof et tais-toi!.
La série est produite par Marathon, Antenne 2 (France), ZDF (Allemagne) Condor Films, Schweizer Fernsehen et Condor Films (Suisse).
On retrouve par la suite Cédric Dumond et Gregori Baquet dans une autre série française produite par Marathon, au concept assez similaire: Extrême limite en 1994 sur TF1.

## Synopsis
Dans un milieu scolaire conservateur, les démêlés d'adolescents issus de familles fortunées, rappelant les pages en couleur du magazine allemand Bravo[pas clair].

## Description
La première partie de la série est tournée dans un collège suisse, la deuxième à Avoriaz.

## Distribution
- Hugues Quester : Antoine Durand
- Paul Mark Elliott : Coste (1992)
- Bernard Larmande : le directeur
- Stella Serfaty : Laura
- Sabrina Knaflitz : Raffaëlla
- Clémentine de Chabaneix : Marine
- Natalie Conde : Fabienne
- Cédric Dumond : Christophe
- Gregori Baquet : César
- Natalia Conde : Fabienne
- Sabrina Knaflitz : Raffaella
- Elle van Rijn : Melanie
- Rebecca Rosenbauer : Nabila
- Francis Cymbler : Charles-Edmond
- Christopher Heinz : Andrea
- Jodoc Seidel : Peter Fritschi
- Daniel Lombart : Terry Miles
- Josephine Sternberk : Verena Merz
- Helmut Vogel : Walter Batschelet
- Gigi Bonos : Alfons
- Sigrid Pawellek : Yovanka
- Susanne Thommen : Heidi Egger
- Rupert Degas : Jeremy
- Michael Deffert : Klaus
- Florian Fitz :Jeff
- Gian Rupf : Dieter
- Caroline Berg : Catherine Bondy
- Klaus-Henner Russius : Roland Scherly
- Peter Fischli

## Épisodes
Saison 1
- Der Neue
- Streik
- Überraschender Besuch
- Das Geständnis
- Ausgestoßen
- Das Feuerwerk

Saison 2
- Immer Ärger mit der Familie
- Hahnenkämpfe
- Die verlorene Tochter
- Verbotene Liebe
- Erpressung auf der Piste
- Feindliche Brüder